# عامل حدي
العامل الحدي(Marginal Worker) يقصد به عامل الإنتاج الأخير الذي يجد المنظم (صاحب العمل) منفعة حدية في استخدامه، وبعبارة أخرى إنه العامل الأخير الذي يحقق للمنظم (صاحب العمل) من الأيرادات أكثر مما يكلفه من النفقات وإن كان الفرق بينهما قليلاً.
أو بعبارة أخرى: هي الوحدة الأخيرة من وحدات عناصر الإنتاج التي يجد المنظم منفعة في استخدامها وأيرادا أكثر من كلفتها وإن كان الفرق بسيطاً